# Liste der Bürgermeister von Dinkelsbühl
Die Bürgermeister der Stadt Dinkelsbühl von 1390-1818.
Die Bürgermeister der Reichsstadt Dinkelsbühl
- 1390 Hans Berlin II
- 1392 Conrad Brünster; Hermann Prell II
- 1393 Götz Döner I, Konrad Gerung
- 1399 Peter Haug
- 1400 Wilhelm Döner
- 1402 Hans Berlin
- 1406 Hans Berlin III, der Ältere
- 1407 Heinrich Auer; Hans Berlin III, der Ältere
- 1409 Hans Berlin
- 1410 Peter Haug
- 1411 Peter Haug
- 1412 Hans Berlin, der Jüngere
- 1413 Wilhelm Döner
- 1414 Peter Haug; Heinrich Ur
- 1415 Peter Haug
- 1418 Wilhelm Döner
- 1419 Hans Berlin, der Jüngere
- 1420 Hans Huber; Wilhelm Döner
- 1422 Hans Berlin; Daniel Prell; Wilhelm Döner
- 1423 Hans Berlin VI, genannt Derrseckel
- 1424 Hans Berlin VI, genannt Derrseckel
- 1429 Jörg Döner
- 1433 Jörg Döner
- 1435 Seitz Berlin III
- 1436 Seitz Berlin III
- 1437 Hans Auer (+1477, mehrmals Bgm;) Seitz Berlin III
- 1438 Hans Auer
- 1440 Fritz Hofer
- 1441 Fritz Hofer
- 1444 Fritz Hofer, Hans Rumpf
- 1446 Conrad Kurr, Hans von Espelbach II
- 1449 J. Begelein („früher Bgm“.)
- 1452 Hans Egen (-1482 jedes 2. Jahr )
- 1453 Hans Auer
- 1456 Hans Auer
- 1458 Wilhelm Döner
- 1463 Hans Egen, Seitz Berlin III
- 1465 Seitz Berlin III
- 1469 Seitz Berlin  III
- 1470 Hans Egen
- 1471 Seitz Berlin III
- 1474 Seitz Berlin III
- 1476 Karl Wernitzer (?); Hans Egen
- 1477 Karl Wernitzer
- 1479 Hans Egen
- 1482 Seitz Berlin III, Hans Egen
- 1483 Karl Wernitzer, Lazarus Berlin
- 1484 Karl Wernitzer
- 1488 Hans Egen
- 1489 Ambrosius Büchelberger, Hans Egen
- 1490 Hans Egen
- 1492 Ambrosius Büchelberger, Hans Egen
- 1493 Hans Egen
- 1494 Hans Egen, Karl Wernitzer
- 1496 Hans Egen
- 1497 Karl Wernitzer
- 1498 Karl Wernitzer
- 1499 Ambrosius Fuchshart, Karl Wernitzer
- 1500 Karl Wernitzer
- 1501 Karl Wernitzer
- 1502 Ambrosius Büchelberger; Karl Wernitzer
- 1505 Ambrosius Fuchshardt; Ambrosius Büchelberger
- 1506 Ambrosius Fuchshardt
- 1507 Ambrosius Büchelberger
- 1509 Ambrosius Büchelberger
- 1512 Ambrosius Fuchshardt
- 1513 Ambrosius Büchelberger
- 1515 Ambrosius Büchelberger
- 1516 Mathis Herder
- 1517 Mathis Herder, Ambrosius Büchelberger
- 1518 Mathis Herder, Hans Abelin, Ambrosius Büchelberger
- 1519 Ambrosius Büchelberger
- 1520 Mathis Herder; Georg Hack
- 1521 Ambrosius Büchelberger; Mathis Herder
- 1522 Mathis Herder
- 1523 Hans Eberhart
- 1524 Mathis Herder
- 1525 Matthias Rößer
- 1527 Hans Eberhart
- 1528 Matthias Rößer; Walter Büchelberger
- 1529 Hans Drechsel II; Hans Eberhart
- 1530 Matthias Rößer; Hans Drechsel II; Hans Eberhart
- 1533 Hans Eberhart; Matthias Rößer
- 1534 Hans Eberhart; Matthias Rößer
- 1535 Jakob Müller
- 1536 Jakob Müller; Matthias Rößer
- 1537 Matthias Rößer
- 1538 Hans Drechsel
- 1540 Michael Bauer; Hans Drechsel II; Jakob Müller
- 1541 Jakob Müller
- 1542 Hans Eberhart
- 1543 Michael Bauer
- 1544 Lukas Berlin; Michael Bauer
- 1545 Michael Maier; Jakob Müller; Michael Bauer
- 1547 Lukas Berlin; Michael Bauer
- 1549 Lukas Berlin
- 1551 Michael Bauer; Matthias Rößer (?); Johannes Schwarz; Johannes Herder
- 1552 J. Herder; Jakob Müller; J. Schwarz; Michael Bauer
- 1553 Jakob Müller; J. Herder
- 1554 Jakob Müller; J. Herder; J. Schwertfür
- 1556 Jakob Müller
- 1557 Hans Schwertfür; Johannes Schwarz
- 1558 Hans Schwertfür
- 1559 Hans Drechsel III; J: Schwertfür
- 1560 Hans Schwertfür; Hans Drechsel III; Johannes Schwarz
- 1561 Hans Schwertfür
- 1562 J. Schwarz
- 1563 Hans Drechsel III; Hans Schwarz; J. Schwertfür
- 1564 Hans Schwertfür
- 1565 Hans Schwarz; Hans Schwertfür; J. W. Huster
- 1566 Hans Schwertfür; J. W. Huster; J. Schwarz
- 1567 Hans Schwertfür; Hans Wilhelm Huster; Georg Kayser
- 1568 J. Schwertfür
- 1569 Leonhard Schad; J. W. Huster; J. Schwarz
- 1570 Leonhard Schad; Georg Schuster
- 1571 Leonhard Schad; Georg Schuster; Hans Schwarz
- 1572 Leonhard Schad; Georg Schuster
- 1573 Leonhard Schad; Georg Schuster
- 1574 J. W. Huster; Georg Schuster
- 1575 Vinzens Kaiser; Hans Schiltberger; Georg Kaiser; Georg Schuster
- 1576 Georg Schuster; Leonhard Schad (+); Georg Kaiser
- 1577 J. Schiltberger
- 1578 Georg Kaiser; J. Schwertfür („alter Bürgermeister“)
- 1579 Veit Erb; Georg Kaiser
- 1580 Georg Kaiser; J. Schiltberger; Abelin Hieronymus
- 1581 Hans Schiltberger;  Abelin Hieronymus; Georg Kaiser
- 1582 Abelin Hieronymus
- 1583 Georg Kaiser, J. Schiltberger, Hans Schwertfür
- 1584 Hieronymus Schwertfür, Hans Klödt = Klott
- 1585 Hieronimus Schwertfür, Hans Klödt; Abelin
- 1586 Hieronimus Schwertfür, Hans Klödt
- 1587 Hieronymus Schwertfür, Hans Klödt
- 1589 Abelin Hieronymus; Leonhard Schad; J.Wilhelm Huster
- 1590 Johannes Klödt; Hieronymus Schwertfür
- 1591 Johannes Klödt
- 1593 Michael Schad
- 1594 Michael Schad
- 1595 Michael Schad
- 1596 Hieronymus Schwertfür
- 1597 Sebastian Morhard; Michael Schad
- 1599 Michael Schad
- 1600 Sebastian Morhard; Michael Schad
- 1601 Hieronymus Schwertfür; J. Gernlein; Michael Schad
- 1602 Hieronymus Schwertfür
- 1603 Michael Schad
- 1604 Leonhard Kobold; Michael Schad
- 1605 Michael Schad
- 1606 (J. Wilhelm Huster?)
- 1607 J. Wilhelm Huster; Leonhard Kobold
- 1608 Leonhard Kobold; Georg Abelin
- 1609 Georg Abelin
- 1610 Michael Schad
- 1611 Leonhard Kobold; Georg Abelin; Michael Schad
- 1612 Leonhard Kobold; Georg Abelin; Michael Schad
- 1614 Leonhard Kobold; Georg Abelin
- 1617 Leonhard Kobold; Michael Motz
- 1619 Georg Abelin
- 1620 Michael Motz; Leonhard Kobold
- 1621 Georg Abelin; Johann Heininger
- 1623 Leonhard Kobold
- 1624 Michael Motz
- 1625 Johann-Ulrich Maier
- 1626 Johann-Ulrich Maier
- 1627 Michael Motz; Johann-Ulrich Maier
- 1632 Leonhard Wigerlin; Johann Abelin; Johann Böck = Beck; Johann Heininger ev.; Johann Geiß ev.; Jakob Killinger ev.
- 1633 Johann Kilinger ev.; Tobias Kropfhäuser; Johann Böck
- 1634 Georg Ensmann; Johann Killinger; Tobias Kropfhäuser;(Leonhard Wigerlin?); Hans-Jörg Wolff; Friedrich Kobold
- 1635 Georg Ensmann; Friedrich Kobold; Ulrich Degelen
- 1636 Georg Ensmann; Friedrich Kobold; Ulrich Degelen
- 1637 Georg Ensmann; Friedrich Kobold; Ulrich Degelen
- 1638 J. Bernhard Kranich; Friedrich Kobold; Ulrich Degelen (oder Abelin)
- 1639–1646 Johann Abelin; Friedrich Kobold; J. Bernhard Kranich
- 1647 Volpert Schad; Friedrich Kobold; J. Bernhard Kranich
- 1648 (Johann Beck?); Friedrich Kobold; Friedrich Mundbach; Matthias Rothenbücher; Volbert Schad; Bernhard Kranich
- 1649 Johann Beck
- 1650 Friedrich Mundbach; Volpert Schad; Friedrich Kobold; Mathias Rothenbücher
- 1651 Friedrich Mundbach; Volpert Schad; Friedrich Kobold; Mathias Rothenbücher
- 1652 Friedrich Mundbach; Volpert Schad; Friedrich Kobold; Mathias Rothenbücher († 1652)
- 1653 Friedrich Mundbach; Volpert Schad; Friedrich Kobold
- 1654–1662 Friedrich Mundbach; Volpert Schad; Joh. Bernhard Kranich; J. Oberzeller
- 1663 Friedrich Mundbach; Volpert Schad; Bernhard Kranich; Andreas Strölin
- 1664 Friedrich Mundbach; Volpert Schad; Bernhard Kranich; Andreas Strölin
- 1665 Friedrich Mundbach
- 1666–1672 Friedrich Mundbach; Volpert Schad; Bernhard Kranich; Andreas Strölin
- 1673 Friedrich Mundbach; Volpert Schad; Bernhard Kranich; Andreas Strölin; Sebastian Reigel
- 1674 Friedrich Mundbach; Volpert Schad; Bernhard Kranich; Andreas Strölin
- 1675 Friedrich Mundbach; Volpert Schad (+); Bernhard Kranich; Andreas Strölin; Sebastian Reigel (+)
- 1676 Friedrich Mundbach; Georg Walch (+), Bernhard Kranich; Andreas Strölin
- 1677 Johann Graf
- 1678 Johann Graf; Andreas Strölin
- 1679 Mundbach (+); Johann Graf; J. Keser; Andreas Strölin
- 1680 Johann Link; Johann Graf; Sebastian Maier (+); Andreas Strölin
- 1681 Johann Link; J. Keser; Andreas Strölin
- 1682 Johann Link; Johann Graf; J. Keser; (Andreas Strölin Ww.)
- 1683 Johann Link; Johann Graf; J. Keser; Johann Melchior Wildeisen
- 1684 Johann Link; J. Keser
- 1685 Johann Link; Johann Graf; Georg Ulrich Ensmann (+); Georg Wildeisen
- 1686 Johann Link; Johann Graf; P. Paul Hofmann; Johann Melchior Wildeisen
- 1687 Johann Link; P. Paul Hofmann; Johann Melchior Wildeisen
- 1688 Johann Link; P. Paul Hofmann
- 1689 Johann Link; J. Bernhard Kranich; J. Isidor Freyhard; P. Paul Hofmann; Peter Maier
- 1690 Johann Link; J. Bernhard Kranich; J. Isidor Freyhard; Benedikt Hofmann
- 1691 Johann Link; J. Bernhard Kranich; J. Isidor Freyhard
- 1692 Johann Link; J. Bernhard Kranich; J. Isidor Freyhard (+); J. Melchior v. Wildeisen
- 1693–1698 Johann Link; J. Bernhard Kranich; Christoph Held; J. Heinrich Eiselen
- 1699 Samuel Scheffer; J. Bernhard Kranich; Johann Link; Christoph Held; J. Heinrich Eiselen
- 1700 Samuel Scheffer; J. Bernhard Kranich; Johann Link; Christoph Held; J. Heinrich Eiselen
- 1701 Samuel Scheffer; J. Bernhard Kranich; Christoph Held; Heinrich Eiselen
- 1702 Samuel Scheffer; J. Bernhard Kranich; Christoph Held; Heinrich Eiselen
- 1703–1720 Samuel Scheffer; J. Bernhard Kranich; Christoph Held; J. Mathias Ebersbacher
- 1721 Samuel Scheffer; Christoph Held; J. Ulrich Graf
- 1722 Samuel Scheffer; J. Benedikt Lauer; Christoph Held; J. Caspar Link; J. Ulrich Graf
- 1723 Fr. Andreas Mögelin; J. Benedikt Lauer; J. Caspar Link; J. Ulrich Graf
- 1724 Fr. Andreas Mögelin; J. Benedikt Lauer; J. Caspar Link; J. Ulrich Graf
- 1725 Fr. Andreas Mögelin; J. Benedikt Lauer; Carl Weiser
- 1726 Fr. Andreas Mögelin; J. Benedikt Lauer; Carl Weiser
- 1727 Fr. Andreas Mögelin; J. Benedikt Lauer; Carl Weiser
- 1728 Fr. Andreas Mögelin; J. Caspar Link; Carl Weiser
- 1729 Fr. Andreas Mögelin; J. Caspar Link; Carl Weiser
- 1730 Fr. Andreas Mögelin; J. Caspar Link; Carl Weiser (+); Josef Xaver Ensmann
- 1731 Fr. Andreas Mögelin; J. Caspar Link; Josef Xaver Ennsmann
- 1732 [halbjährig] J. Mathias Cronagel; Josef Xaver Ensmann; J. Caspar Link
- 1733 [halbjährig] J. Mathias Cronagel; Josef Xaver Ensmann
- 1734 [halbjährig] J. Benedikt Lauer; Josef Xaver Ensmann
- 1735 [halbjährig] J. Benedikt Lauer; Josef Xaver Ensmann
- 1737 [halbjährig]  Josef Xaver Ensmann; Andreas Friedrich Mögelin
- 1738 [halbjährig] Andreas Friedrich Mögelin; Christian Volpert Schad
- 1739 [halbjährig] Andreas Friedrich Mögelin; Christian Volpert Schad
- 1740 [halbjährig] Andreas Friedrich Mögelin; Christian Volpert Schad
- 1741 [halbjährig] Andreas Friedrich Mögelin; Christian Volpert Schad
- 1742 [halbjährig] Christian Volpert Schad
- 1743 Christian Baumgärtner; Christian Volpert Schad; J. Mathias Cronagel
- 1744 Christian Baumgärtner; Christian Volpert Schad; J. Mathias Cronagel
- 1745 Christian Baumgärtner; Christian Volpert Schad; J. Mathias Cronagel
- 1746 Christian Baumgärtner; Christian Volpert Schad
- 1747 Christian Baumgärtner; Christian Volpert Schad
- 1748 Christian Baumgärtner; Christian Volpert Schad
- 1749 Christoph Kern; Christian Volpert Schad
- 1750 Christoph Kern; Josef Anton Hasler
- 1751 Christoph Kern; Josef Anton Hasler
- 1752 Christoph Kern; Josef Anton Hasler
- 1753 Christoph Kern; Josef Anton Hasler
- 1754 Christoph Kern; Josef Anton Hasler
- 1755 Georg Samuel Kern (Sohn); Josef Anton Hasler
- 1756 Christoph Kern; Josef Anton Hasler
- 1757 Christoph Kern; Josef Anton Hasler
- 1758 Georg Friedrich Mögelin; Josef Anton Hasler
- 1759 Georg Friedrich Mögelin; Josef Anton Hasler
- 1760 Georg Friedrich Mögelin; Josef Anton Hasler
- 1761 Georg Friedrich Mögelin; Josef Anton Hasler
- 1762–1767 J. Mathäus Steeb; Josef Anton Hasler
- 1768 Mathäus Steeb(+); Maximilian Pöckel
- 1769 J. Michael Bauer
- 1770 J. Caspar Lehner; J. Michael Bauer
- 1771 J. Caspar Lehner; Bux; J. Michael Bauer
- 1772 J. Caspar Lehner; Bux; J. Michael Bauer
- 1773 J. Caspar Lehner; Bux; J. Michael Bauer
- 1774 Bux; Johann Christoph Busch (i. V.)
- 1775–1780 J. Melchior Bux; J.Christoph Busch
- 1781–1786 J. Melchior Bux; Friedrich Carl Meißner
- 1787 J. Melchior Bux; Friedrich Carl Meißner; Hechtlin
- 1788  J. Melchior Bux
- 1789 J. Melchior Bux; Benedikt Scheffer; Hechtlin (+)
- 1790–1801 J. Melchior Bux; Benedikt Scheffer

Amtsinhaber ab 1818 siehe Abschnitt „Bürgermeister“ im Artikel „Dinkelsbühl“.